# Cẩm liên
Cẩm liên (danh pháp khoa học: Shorea siamensis; tiếng Anh thường gọi là Dark Red Meranti, Light Red Meranti, hoặc Red Lauan) là một loài thực vật thuộc họ Dipterocarpaceae. Loài này có ở Indonesia, Malaysia, Myanma, và Thái Lan.